# لانگادو
لانگادو (به لاتین: Langadu) یک منطقهٔ مسکونی در بنگلادش است که در ناحیه رنگماتی هیل واقع شده‌است. لانگادو ۳۸۸٫۵ کیلومتر مربع مساحت و ۵۴٬۴۹۰ نفر جمعیت دارد.